# Xã Nauvoo, Quận Hancock, Illinois
Xã Nauvoo (tiếng Anh: Nauvoo Township) là một xã thuộc quận Hancock, tiểu bang Illinois, Hoa Kỳ. Năm 2010, dân số của xã này là 1.156 người.